# Salvador Mel·lo i Nicola
Salvador Mel·lo i Nicola (Barcelona, 4 de juliol de 1930 - Barcelona, 7 de març de 2001) va ser un ballarí i coreògraf que va formar part de l'esbart dansaire Verdaguer i que ha volgut recuperar les antigues danses i, conservant el seu origen, les ha adaptat a l'escenari.
Mel·lo va ser el petit de dos germans d'una família amb qui no va tenir mai bona relació. Assidu al Casal Catòlic de Sant Andreu de Palomar, on feia teatre, cant i d'escolà, el març de 1945 va decidir començar a assistir a les classes de dansa tradicional que allà s'hi impartien. El 18 d'abril de 1948 va assistir a l'estrena de l'Esbart Verdaguer al Palau de la Música Catalana i el 13 de setembre del mateix any va començar a assajar amb el cos de dansa dirigit per Manuel Cubeles. Aviat va començar a destacar com un dels millors dansaires, i el 1951 va rebre l'encarrec de dirigir els filials del Verdaguer.
El 1953, Cubeles va deixar la direcció de l'Esbart Verdaguer per fundar l'Esbart Sarrià i Mel·lo va ocupar el seu lloc. Va trencar amb la manera de treballar del seu antecessor, i això va causar un deteriorament en la seva relació. La nova direcció artística buscarà un resultat més vistós, amb influència de la dansa espanyola i els musicals americans. L'última actuació del Verdaguer és a la inauguració de la Copa del Món de Futbol del 1982, al Camp Nou.
El 1976 va rebre l'encàrrec de dirigir l'Esbart Sant Cugat, on es va estar fins al 1988. Joan Serra va substituir-lo. Aquest mateix any es va celebrar el 40è aniversari de l'Esbart Verdaguer i un grup d'antics dansaires van organitzar un homenatge al coreògraf. Aquesta va ser la seva última aparició en públic. Pràcticament no va sortir de casa fins a la seva mort.

## Producció coreogràfica[6]
- El Tarlà (1953)
- Els cascavells (1954)
- Farandola provençal (1955)
- L'entrellissada del Rosselló (1956)
- Cants i danses de Mallorca / A una plaça de Sóller (1959)
- Cants i danses de València / Arabesc del País Valencià (1959)
- Catalònia (1959)
- Contrapàs nou (1959)
- Dansa galana (1959)
- De la processó de Verges (1959)
- Divertiments (1959)
- La dama d'Aragó (1959)
- L'envelat (1963)
- La Rambla (1964)
- Tossa 1914 (1966)
- Vilanesca (1966)
- Andorranes (1969)
- El celler (1969)
- Els esquemes de Tortosa (1969)
- Els quatre vents (1969)
- Fandango per als llauradors de Tabernes de Valldigna (1969)
- Les ballades (1969)
- Orfeu a Mallorca (1969)
- Papallones i roelles (1969)
- Recordant l'Alguer (1969)
- Trincar i riure (1971)
- Montjuïc (1985)